# Kartiergenauigkeit
Die Kartiergenauigkeit ist das Maß, welches mit üblichen Mitteln gerade noch ausmessbar und auf einer Karte zu unterscheiden ist. Sie beträgt 0,15 bis 0,20 Millimeter, wenn mit einem präzisen Maßstab mit genügend feiner Maßstabsteilung, Kartiernadel und Kartierlupe gearbeitet wird.
Die Genauigkeit von Karten wird typischerweise als Äquivalent von Metern in der Natur zur Kartiergenauigkeit angegeben. Sie hängt proportional vom Maßstab der betrachteten Karte ab. Die folgende Tabelle zeigt die Maßstäbe und deren Genauigkeit auf Karten: m Äquivalent in Metern in der Natur zu einer Strecke von 0,2 mm auf der Karte.
Maßstäbe und Genauigkeit auf Karte:
| Maßstab     | 1: 5.000 | 1: 10.000 | 1: 25.000 | 1: 50.000 | 1: 100.000 | 1: 200.000 | 1: 500.000 | 1:1.000.000 |
| Genauigkeit | 1 m      | 2 m       | 5 m       | 10 m      | 20 m       | 40 m       | 100 m      | 200 m       |

In den USA wird in Fachpublikationen jedoch mit einer Kartiergenauigkeit von nur 0,5 Millimetern gerechnet: the smallest physical mark that the cartographer can make is about one half millimeter in size.
Neben der Zeichen- und Messgenauigkeit hat auch der Grad der Generalisierung Einfluss auf die Genauigkeit der Darstellung.